# ンシンガ・ウジュー
ジョセフ・ンシンガ・ウジュー・オングワベキ・ウントゥブウェ（フランス語: Joseph N'Singa Udjuu Ongwabeki Untubwe、1934年9月29日 - 2021年2月24日）は、コンゴの政治家。
第13代ザイール共和国国家第一委員。1981年4月23日から1982年11月5日までザイールの第一国家委員を務めた。そのほか、1966年から1969年までは法務大臣も務めた。